# 松谷祐子
松谷 祐子（まつたに ゆうこ、1959年7月25日 - ）は、日本の元歌手、声優である。東京都渋谷区出身。

## 経歴・人物
東洋英和女学院高等部卒業後、劇団東京ヴォードヴィルショーに参加。その後歌手に転向し、1981年10月に放送開始したアニメ『うる星やつら』の主題歌「ラムのラブソング」（デビュー作）で有名。キティアーティスト所属であったが『うる星やつら』の主題歌のEPについてはキャニオン・レコードから発売した。ライブ活動や小劇場のミュージカルにも出演していた。1991年8月18日におこなわれたイベント「うる星やつら 10周年記念イベント in 武道館」に出演。2004年8月15日に渋谷O-WESTで行われたアニソンイベント「アニたま Live in AJF 2004」出演している。
以上、1980年代中心に活躍していたが、現在は事実上芸能活動を引退している。
2005年に、オムニバスアルバム『アニソンNO.1』にて「ラムのラブソング」をセルフカバー収録した。
「シンガーソングダンサー」を自称していたことがある。1982年当時、本格的なブラジル音楽を目指し、大学で聴講生としてポルトガル語を学んでいた。
音楽ではスティービー・ワンダー、ランディ・クロフォード、RCサクセションを好み、モダンダンスは本格派の腕前。身長163cm、姉がいる（以上、1982年当時公表のプロフィールによる）。

## ディスコグラフィー

### シングル
| 枚                   | 発売日               | タイトル             | B面                  | 規格                 | 規格品番             | 最高位               |                      |
| キャニオン・レコード | キャニオン・レコード | キャニオン・レコード | キャニオン・レコード | キャニオン・レコード | キャニオン・レコード | キャニオン・レコード | キャニオン・レコード |
| -------------------- | -------------------- | -------------------- | -------------------- | -------------------- | -------------------- | -------------------- | -------------------- |
| 1st                  | 1981年10月21日       | ラムのラブソング     | 宇宙は大ヘンだ!      | EP                   | 7A-0128              | 50位                 |                      |
| 2nd                  | 1982年6月21日        | ま・い・る・わ30's   | 人魚のあこがれ       | EP                   | 7A-0188              | -                    |                      |
| 3rd                  | 1984年1月21日        | 愛はブーメラン       | ねぼけまなこ         | EP                   | 7A-0348              | 34位                 |                      |

### アルバム
|                      | 発売日               | タイトル               | 規格                 | 規格品番             | 最高位               |
| キャニオン・レコード | キャニオン・レコード | キャニオン・レコード   | キャニオン・レコード | キャニオン・レコード | キャニオン・レコード |
| -------------------- | -------------------- | ---------------------- | -------------------- | -------------------- | -------------------- |
| 1st                  | 1984年5月            | うる星やつら SONG BOOK | LP                   | C25G0344             | -                    |

### 参加作品
| 発売日        | タイトル                      | レーベル             | 規格             | 規格品番 | 参加曲       |
| ------------- | ----------------------------- | -------------------- | ---------------- | -------- | ------------ |
| 1986年3月21日 | うる星やつら ファイナルソング | キャニオン・レコード | 12インチシングル | C15G0421 | 星のメモリー |

## 出演

### テレビアニメ
- チックンタックン（メーコ）
- めぞん一刻

### アニメ映画
- うる星やつら オンリー・ユー（エル星艦長）